# 沈静思
沈静思（1989年5月3日—），福建漳州人，中国女子排球运动员，中国国家女子排球队成员。她曾获得2010年亚洲运动会金牌、2014年世界女子排球锦标赛银牌和2015年国际排联世界杯冠军。

## 個人生活
2015年10月17日，與八一隊的田徑運動員紀超步入婚姻殿堂。2018年9月22日，宣佈誕下一子。